# Jean-Claude Cousseran
Jean-Claude Cousseran (* 15. September 1944 in Toulouse) ist ein französischer Diplomat.

## Leben
Ab 1970 arbeitete er beim französischen Außenministerium u. a. als Geheimdiplomat und Krisenmanager in Beirut (1973–1974), in Bagdad (1974–1977) und in Teheran (1977–1980), bevor er 1980/81 in der ständigen Vertretung von Frankreich bei den Vereinten Nationen in New York tätig wurde. Danach arbeitete er im Kabinett von Verteidigungsminister Charles Hernu. Von 1986 bis 1988 war er in Jerusalem als allgemeiner Konsul tätig. Zwischen 1989 und 1992 arbeitete er im Verteidigungsministerium und von 1992 bis 1993 als diplomatischer Berater bei Pierre Bérégovoy. 1993 bis 1996 war er französischer Botschafter in Damaskus und von 1996 bis 1999 in Ankara.

Vom 14. Februar 2000 bis zum 25. Juli 2002 war er Generaldirektor des französischen Auslandsnachrichtendienstes DGSE.

Am 1. November 2002 übernahm er die Funktionen des französischen Botschafters in Ägypten.